# Myrberget
Myrberget är ett naturreservat i Arvidsjaurs kommun i Norrbottens län.
Området är naturskyddat sedan 2010 och är 0,7 kvadratkilometer stort. Reservatet omfattar de högre delarna av berget med detta namn. Reservatet består av gammal tallskog, granskog och barrblandskog. 